# Microporella speciosa
Microporella speciosa är en mossdjursart som beskrevs av Suwa, Dick och Shunsuke F. Mawatari 1998. Microporella speciosa ingår i släktet Microporella och familjen Microporellidae. Inga underarter finns listade i Catalogue of Life.